# Pidlisne (przystanek kolejowy)
Pidlisne (ukr. Підлісне, ros. Подлесное) – przystanek kolejowy w miejscowości Jordaneszty, w rejonie czerniowieckim, w obwodzie czerniowieckim, na Ukrainie. Położony jest na linii Hliboka – Berhomet.